# ETRF
ETRF bzw. ETRS steht für ein System europaweiter, hochpräziser Vermessungsnetze der Höheren Geodäsie und der Satellitengeodäsie. 

## European Terrestrial Reference Frame
ETRF ist die Abkürzung für European Terrestrial Reference Frame. ETRF entspricht dem internationalen ITRF, einem weltweit ausgedehnten geodätischen Weltnetz der Satellitentriangulation. ETRF (der Frame) steht für den konkreten Satz von Koordinaten der Vermessungspunkte. Sie werden im Regelfall als kartesische Koordinaten (Vektoren mit den Komponenten X, Y, Z) bezogen auf den Erdschwerpunkt angegeben (über 100 Festpunkte) und durch den jeweiligen Vektor der Geschwindigkeiten ergänzt, die nach den modernen Ergebnissen und der Plattentektonik im Bereich einiger Zentimeter pro Jahr liegen.
Die ETRF-Koordinaten der Festpunkte dienen u. a. der Geodynamik und zu Berechnungen zwischen den Koordinatenrahmen der einzelnen staatlichen Landesvermessungen. Sie werden im Abstand einiger Jahre neu bestimmt und auch mit geophysikalischen Bewegungsmodellen verglichen. Die Daten basieren auf einem mittleren Erdellipsoid und raumgestützten GPS-, SLR- und VLBI-Messmethoden sowie auf terrestrischen Vermessungen.

## European Terrestrial Reference System
ETRS ist die Abkürzung für European Terrestrial Reference System. ETRS (bzw. analog dazu ITRS) beinhalten die Theorie eines kontinentalen bzw. globalen Bezugssystems. In Deutschland wird derzeit ETRS89 verwendet.